# الجبانة (إب)

تعديل مصدري - تعديل

الجبانة هي إحدى قرى عزلة بني مدسم بمديرية إب التابعة لمحافظة إب، بلغ تعداد سكانها 693 نسمة حسب تعداد اليمن لعام 2004.